# Pacifigorgia agassizii
Pacifigorgia agassizii är en korallart som först beskrevs av Addison Emery Verrill 1864.  Pacifigorgia agassizii ingår i släktet Pacifigorgia och familjen Gorgoniidae. Inga underarter finns listade i Catalogue of Life.